# Qaem Shahr

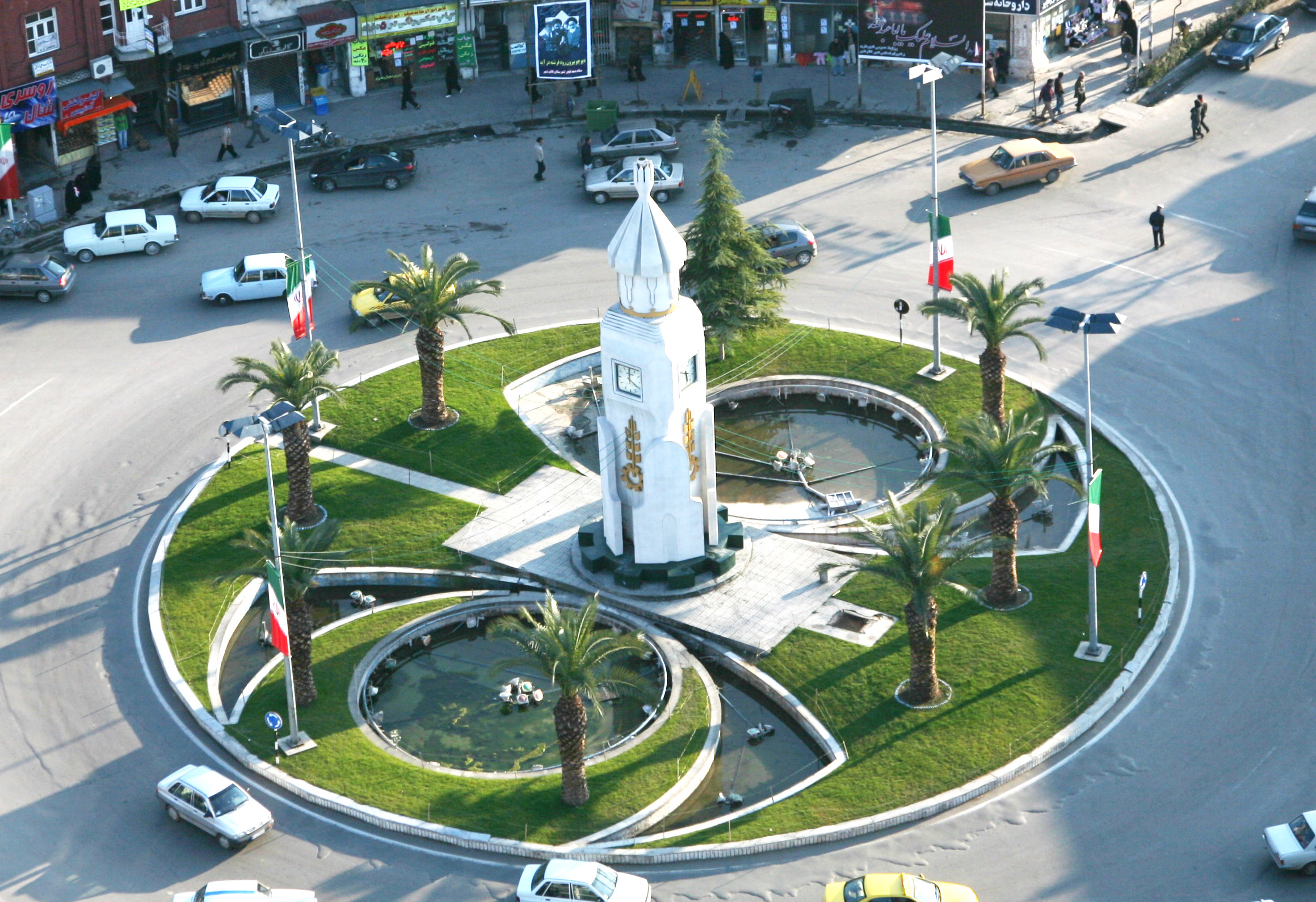
Plaça Taleghani

Qaem Shahr, (en persa: قائم‌شهر) és una ciutat de la plana de Mazanderan, a la província de Mazanderan a l'Iran, Al cens de 2016, la seva població era de 204.953 habitants. Originalment conegut com Aliyabad, el nom Ŝâhi (Shahi) es va utilitzar fins a la revolució iraniana l'any 1979, quan la ciutat va adquirir el seu nom actual. La ciutat està situada a 237 quilòmetres (147 milles) al nord-est de Teheran; 20 quilòmetres (12 mi) al sud-est de Babol; i 23 quilòmetres (14 milles) al sud-oest de Sari que és la capital de la província de Mazandaran. El 1951, la població de Qa'em Shahr era d'uns 18.000 habitants, i va créixer fins als 123.684 el 1991. La ciutat es troba on el ferrocarril del nord de l'Iran surt de les fèrtils planes de Mazandaran per creuar la serralada més alta de l'Orient Mitjà, l'Alborz.